# Wrong Turn 5: Bloodlines
Wrong Turn 5: Bloodlines (Camino hacia el terror 5: El linaje caníbal en Hispanoamérica, Camino sangriento 5: Linaje Caníbal en España), es una película de terror del 2012. Es la quinta película de la serie Wrong Turn, y la segunda precuela de la saga, por lo que sigue cronológicamente a su predecesora, Wrong Turn 4, y sus acontecimientos tienen lugar antes de los de la primera película. Está escrita y dirigida por Declan O'Brien y protagonizada por Camilla Arfwedson, Doug Bradley, Roxanne McKee y Simon Ginty.

## Argumento
En Fairlake, Virginia Occidental, establecida en 1814, se están preparando para el festival de halloween esa noche. Cinco estudiantes universitarios - Billy, Cruz, Gus, Lita y el solitario Julian, cuentan sobre la leyenda que anda rondando el lugar para hacer el festival en Fairlake y dicen que han desaparecido todos los pobladores, mineros y gente de las montañas, pero no desean celebrar el honor a la muerte de muchas personas.
Ellos se encuentran con los caníbales deformes, Tres Dedos, El Tuerto y Dientes de Sierra, quienes habían asesinado a una reportera junto a su padre adoptivo Maynard Odets, pero regaña a sus hijos ya que ha encontrado las evidencias sobre el asesinato en el sanatorio de Glenville (sucesos de la cuarta película), y lleva 30 años siendo un homicida sin ser arrestado. Cuando iba a pegarle a su padre, Dientes de Sierra es golpeado con una llave y le dice a sus hijos que aprendan a hacer las cosas bien.
Los alguaciles Carter y Biggs están tranquilos en la carretera, es recibido por la llamada de su esposo Jason contando sobre el resto de personas que van a estar allí. Cuando los chicos iban al camino mientras conversan, pero accidental casi atropellan a Maynard haciendo que pierden el control, cuando los chicos bajan del auto para ver si Maynard aún estaba muerto, Billy es atacado e hiriendo lo de gravedad, mientras que los caníbales observan a los chicos como lo están golpeando a su padre. En ese momento aparecen los alguaciles y se llevan a Maynard en la estación de policía para ser interrogado. Biggs descubrió la droga en el auto y los estudiantes van a hacer interrogados nuevamente. Los Hilickers atacan y matan al oficial.
En la estación de policía de Fairlake, Carter deja libre a Gus y a sus amigos, pero Billy se queda para ser interrogado, Maynard comienza a burlarse de Carter hablando, donde es encerrado junto a Mose. Mientras tanto, Tres dedos camina en medio de la gente disfrazada sin que se de cuenta. Por otra parte Carter observa el historial policial que Maynard había asesinado a varias víctimas, este se burla de ella y jurar vengarse que no vivirá para entregarlo a las autoridades. Sin embargo, los caníbales rompen la Torre de telecomunicaciones (usando su camión de todas las películas anteriores), se infiltran en la estación y matan a guardia de seguridad haciendo que corten las luces de la estación y Maynard comienza a reírse maniáticamente, Carter deja salir a Mose para no estar encerrado con el y decide quedarse con la alguacil. En el hospedaje Julian sigue muy serio porque nadie quiere ir al festival sin su amigo.
Mientras tanto, Cruz lleva algo de comida a Billy, pero es sorprendido por Tres dedos y la mata fríamente, en la distancia Julian pasa caminando y no se dio cuenta sobre Cruz. Cuando ya esta en la estación y dice que cruz no aparece. Gus es secuestrado por los hermanos hilickers, Lita se viste rápidamente y se esconde en el baño, El Tuerto entra al baño y persigue a Lita, la cual se defiende clavándole en el cuello y para luego escapar. Jason llega a la estación para visitar a su esposa y Maynard termina burlándose de Jason, pero luego se va. Gus es capturado y los caníbales le rompen las piernas con un mazo y termina siendo asesinado.
Carter saca a Billy de la celda y les entrega escopetas a todos para defender la estación, Mose le dice que tiene un generador portátil en la tienda y nadie se da cuenta de que Tres Dedos estuvo allí y encuentra la radio para pedir ayuda, pero Teddy no le cree y se ríe (piensa que la policía está metida en drogas). Lita llega a la estación y Mose casi le dispara y es sorprendido el cadáver de su novio, Billy le pregunta a Lita salió antes que Julian, pero sigue burlándose que vendrá por Lita, Billy, enfurecido sale a buscar a su novia junto a su amigo. Julian y Billy son capturados y llevados al campo de fútbol americano y terminan despedazados con una podadora gigante. Maynard convence a Lita de soltarlo y decide no creerle en sus mentiras. Mose intenta buscar ayuda, pero en la mitad del camino es atravesado por un alambre de púas y hace que la carretera se estrelle. Finalmente es capturado y llevado a la ferretería, donde lo encierran en un barril quemándolo vivo y hace que la ferretería termina explotando.
Lita esta por disparar a Maynard, otra vez la convence y lo deja libre, pero Lita termina siendo perforada los ojos, sale de la estación y Carter le dispara en el hombro a Maynard y lo termina encerrándolo. Lita es atendida por la alguacil que lo trata de curarla, pero es sorprendida por su esposo amarrado en un auto, cuando abre la puerta y una trampa le hace matar a Jason y aparece Tres Dedos para estrellarlo. Carter es noqueada y llevada a la estación, Pero Maynard sigue torturando mentalmente a Lita, pudiendo  que ella se escape a ciegas de ahí. Los caníbales llegan al estación a ver a Carter amarrada en una celda con una de las trampas, echan gasolina y prenden fuego, ella decide no morir quemada y se mete el gatillo por la cabeza, Maynard y sus hijos se marchan.
A continuación, vemos a Lita caminando sola por la carretera ciega, de pronto aparecen el vehículo y resulta que es Tres Dedos, la sube al camión y Maynard dice esta frase: "¡Bienvenida Lita!" Lita grita horrorizada y terminando así la película.

## Elenco
- Doug Bradley como  Maynard Odets.
- Camilla Arfwedson como Sheriff Angela Carter.
- Roxanne McKee como Lita.
- Simon Ginty como Billy.
- Oliver Hoare como Julian.
- Paul Luebke como Gus.
- Amy Lennox como Cruz.
- Duncan Wisbey como Mose.
- Borislav Iliev como Tres Dedos.
- George Karlukovski como Dientes de Sierra.
- Radoslav Parvanov como El Tuerto.
- Peter Brooke como Jason Carter.
- Emilia Klayn como Kaleen Webber.
- Kyle Redmond Jones como Ayudante Biggs.
- Velizar Peev como Vigilante de Seguridad.
- Harry Anichkin como Doctor.

## Curiosidades
- Es la segunda precuela que sigue cronológicamente lo que dejó su antecesora Wrong Turn 4: Bloody Beginnings.

- En esta nueva tira de la exitosa serie de terror, el actor Doug Bradley quien supo encarnar al temible Pinhead en el film clásico de horror Hellraiser, participa aquí como el padre de los mutantes caníbales.[2]